# Betania (estación)
La estación sencilla Betania hará parte del sistema de transporte masivo de Bogotá llamado TransMilenio inaugurado en el año 2000.

## Ubicación
La estación está ubicada en el sur de la ciudad, más específicamente sobre la Avenida Ciudad de Cali con calle 53 sur. Se accederá a ella a través de un cruce peatonal semaforizado ubicado sobre la calle 53 sur.
Atenderá la demanda de los barrios Jorge Uribe Botero, Betania, Chicalá y sus alrededores. En las cercanías se encuentra el parque zonal Gilma Jiménez.

## Origen del nombre
La estación recibe su nombre del barrio ubicado al costado occidental. Además, para la asignación del nombre se contó con la participación de la comunidad, quienes sugirieron como esperaban que fuera nombrada.

## Historia
El 15 de octubre de 2020, se adjudicó la construcción de la Troncal Avenida Ciudad de Cali. La troncal contará con 6 nuevas estaciones.

## Servicios de la estación

### Esquema
| ← Sur        |               |               |
| Calle 53 Sur | sin servicios | sin servicios |
|              | Vagón 1       | Vagón 2       |
| Calle 53 Sur | sin servicios | sin servicios |
| Norte →      |               |               |

### Servicios urbanos
Así mismo funcionan las siguientes rutas urbanas del SITP en los costados externos a la estación, circulando por los carriles de tráfico mixto sobre la Avenida Ciudad de Cali, con posibilidad de trasbordo usando la tarjeta TuLlave:
| Código | Sector                        | Dirección                   | Rutas                             |
| ------ | ----------------------------- | --------------------------- | --------------------------------- |
| 019A08 | G Colegio Colsubsidio Chicalá | Av. C. de Cali - DG 52A Sur | 9-11A507A518A532C509K527 607A 927 |
| 018A08 | G CL 53 S                     | Av. C. de Cali - CL 53 Sur  | 9-3G147G509G518G527 927           |

## Ubicación geográfica
| Noroeste: Bosa              | Norte: Bosa | Nordeste: F Portal Américas |
| Oeste: Bosa                 |             | Este: F Gran Britalia       |
| Suroeste: F Bosa Occidental | Sur: Bosa   | Sureste: Bosa               |